# Hanning Elektro-Werke
Die Hanning Elektro-Werke GmbH & Co. KG ist ein deutsches Unternehmen, das 1947 von Robert Hanning zur Herstellung elektrischer Antriebe in Oerlinghausen (heute Kreis Lippe) gegründet wurde und zum internationalen Produktionsverbund gehört. Dieser beschäftigt rund 1.500 Mitarbeiter weltweit.

## Geschichte
Das Unternehmen wurde im Jahre 1947 von Robert Hanning als Elektrobau Hanning GmbH in Lipperreihe (damals im Kreis Lemgo) gegründet. 1977 fand eine Umfirmierung in Hanning Elektro-Werke GmbH & Co. KG statt. 1980 wurden die Produktions- und Lagerflächen am Standort Oerlinghausen erheblich erweitert. Nach der Wiedervereinigung wurde ein Produktionsstandort in Eggesin, Mecklenburg-Vorpommern, gegründet. Der Hanning-Produktionsverbund, zu dem die Hanning Elektro-Werke gehören, umfasst rund 1.500 Mitarbeiter an vier Standorten in Deutschland (Oerlinghausen und Eggesin), Rumänien und Indien. Hinzu kommen Vertriebspartner auf allen Kontinenten.

## Produkte

### Antriebstechnik
Kundenspezifische Synchron-/Asynchron-Motorensysteme, elektronisch geregelte Motoren, gekapselte Synchron-/Asynchron-Motoren, Synchron-/Asynchron-Motoren mit und ohne Gehäuse, kundenspezifische Frequenzumrichtersysteme, gekapselte oder vergossene Frequenzumrichter, Frequenzumrichter mit und ohne Gehäuse u. v. m.

### Gerätetechnik
Kundenspezifische Pumpensysteme, elektronisch geregelte Pumpen, gekapselte Pumpen, Pumpen mit oder ohne Gehäuse, kundenspezifische Synchron-/Asynchron-Lüftersysteme, elektronisch geregelte Lüfterantriebe, gekapselte Synchron-/Asynchron-Lüfterantriebe, Lüfterantriebe mit und ohne Gehäuse u. v. m.

### Verstelltechnik
Kundenspezifische Linearantriebssysteme, elektronisch geregelte Verstellantriebe, gekapselte Verstellantriebe, Verstellantriebe mit und ohne Gehäuse, Hubsäulen u. v. m.